# Гигиена труда
Гигиена труда — это отрасль гигиены, изучающая условия и характер труда, их влияние на здоровье и функциональное состояние человека и разрабатывающая научные основы и практические меры, направленные на профилактику вредного и опасного воздействия факторов производственной среды и трудового процесса на работающих. Относится к наукам профилактической медицины.
Гигиена труда изучает: формы и методы организации труда и отдыха, состояние организма в процессе трудовой деятельности, характер и особенности рабочих движений, положений тела при работе, инструменты и орудия труда, применяемое сырьё, технологию процессов, техническое оборудование, готовые и промежуточные продукты, отходы производства с точки зрения их воздействия на работающих и окружающее население; физические, химические и биологические факторы производственной среды и физиологические изменения у работающих под влиянием этих факторов и трудовых процессов. Наряду с практическими мероприятиями по оздоровлению условий труда гигиена труда разрабатывает и научные основы для регламентирования санитарных условий труда на производстве.
Необходимые санитарно-гигиенические условия труда на производственных предприятиях обеспечиваются как на стадии проектирования, так и при эксплуатации оборудования, технологических процессов, производственных и вспомогательных помещений.
Предмет гигиены труда:
- трудовой и производственный процессы, режимы и обстановка труда, технологические процессы с точки зрения их влияния на здоровье и организм человека;
- неблагоприятные (вредные и опасные) факторы, отрицательно влияющие на человека.

Задачи гигиены труда:
- разработка санитарно-гигиенических мероприятий по оздоровлению условий труда;
- обобщение опыта промышленно-санитарного надзора;
- научное обоснование нормативной документации по охране труда — законов, норм, правил.

В настоящее время оценка условий производственной среды (физических, химических, биологических факторов) и трудового процесса (тяжести и напряжённости труда).производится согласно Федеральному Закону № 426-ФЗ от 28.12.2013 «О специальной оценке условий труда». В нем перечислены вредные и (или) опасные производственные факторы
1 Физические факторы
1.1 Микроклимат
1.2 Пыль и аэрозоли преимущественно фиброгенного действия (АПФД)
1.3 Виброакустические факторы
1.4 Неионизирующие (в том числе лазерное) излучения
1.5 Ионизирующие излучения
2 Химический фактор: вещества и смеси, измеряемые в воздухе рабочей зоны и на кожных покровах работников, в том числе некоторые вещества биологической природы (антибиотики, витамины, гормоны, ферменты, белковые препараты), которые получают химическим синтезом и (или) для контроля содержания которых используют методы химического анализа
3 Биологический фактор: патогенные микроорганизмы-продуценты, живые клетки и споры, содержащиеся в бактериальных препаратах
4. Тяжесть трудового процесса
5. Напряженность трудового процесса